# Quanto ti vorrei
Quanto ti vorrei è un singolo del cantante italiano Chiello, pubblicato il 24 settembre 2021 come terzo estratto dal primo album in studio da solista Oceano paradiso. 

## Video musicale
Il video, filmato di circa 4 minuti, è diretto da Tommaso Ottomano è stato reso disponibile il 24 settembre 2021 attraverso il canale YouTube del cantante. 

## Tracce
Testi di Rocco Modello, Shablo, Luca Faraone.
1. Quanto ti vorrei (feat. Shablo) – 3:00

## Classifiche

### Classifiche settimanali
| Classifica (2021) | Posizione massima |
| ----------------- | ----------------- |
| Italia            | 15                |